# ムスリム・モスク・インク

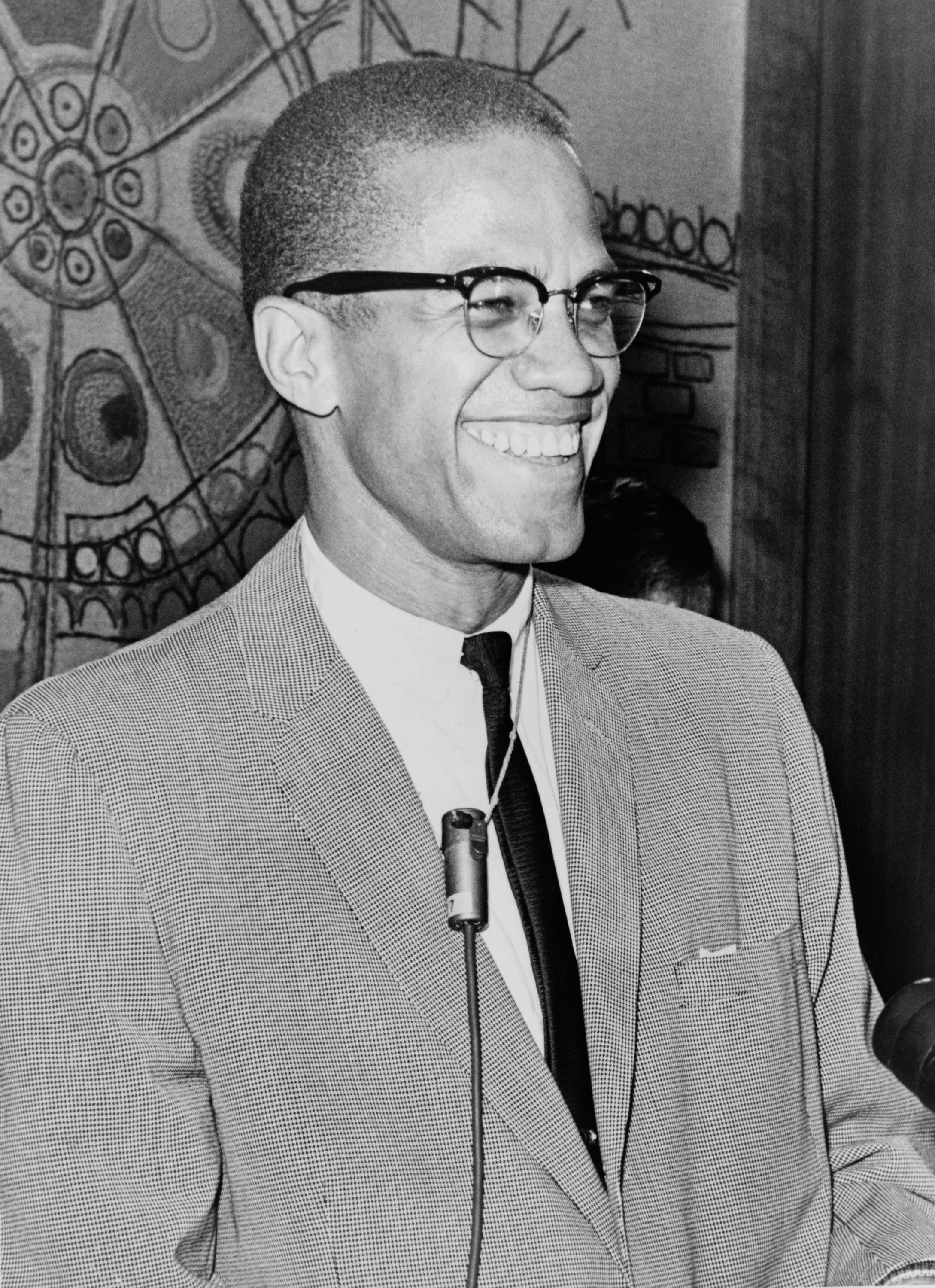
マルコム・X, 1964年3月12日

ムスリム・モスク・インク (Muslim Mosque, Inc., MMI) は、マルコム・Xがネーション・オブ・イスラムから離脱した後に結成したイスラム教団体。MMIは比較的小さな組織で、創設者が暗殺された後に崩壊した。

## 歴史
マルコム・Xはネーション・オブ・イスラム離脱の4日後、1964年3月12日にムスリム・モスクの設立を発表した。グループは主に元ネーション・オブ・イスラムのメンバーから成っていた。2003年のインタビューでかつての指導者の一人は、MMIは約50名の専従活動家が中心となって始まったことを回想した。
マルコム・Xは1964年3月から1965年2月までの間、ほとんどの時間を海外で過ごした。彼の不在中、ジェームズ・67X・シャバズが「事実上の」リーダーを務めた。
マルコム・Xはネーション・オブ・イスラムを離脱した1964年3月から暗殺される1965年2月までの間に、アフリカと中東を旅行し、その哲学は進化していった。これらの変化はムスリム・モスク・インクの多くのメンバーを混乱させた。
当初、ムスリム・モスク・インクの教義はネーション・オブ・イスラムのものと同様であった。マルコム・Xがスンナ派に入信、ハッジを行い、メッカからMMIのメンバーに対して彼の巡礼と、人種差別を拒否するために余儀なくされていたかつて彼の白人に対する見方はどのようになされていたかを伝えた。多くのメンバーはそれを聴いても信じることができなかった。ネーション・オブ・イスラムは白人が聖地メッカでは許されていないと教えていた。MMIの何人かのメンバーはマルコム・Xがスンナ派になったのを信じることを拒否し、その他は彼が白人について著述したときに誤って引用したのだと考えた。
1964年5月までにムスリム・モスク・インクのメンバーは125名まで増加し、ネーション・オブ・イスラムの元メンバー以外も惹きつけるようになった。
マルコム・Xはムスリム・モスク・インクがイスラム教組織の主流として受け入れられるのでは無いかと考えた。1964年8月、イスラム教最高評議会は20名の若いMMIメンバーに対してアル＝アズハル大学で学ぶための奨学金を支給することを決定した。また、MMIはアメリカ及びカナダのイスラム連盟に加入した。翌月世界イスラム連盟はメディナ・イスラーム大学で学ぶ奨学生15名に対する奨学金の支給を申し入れた。
マルコム・Xが1965年2月に暗殺されると、ムスリム・モスク・インクは解散した。
現在ハーレムの西113番街130にあるマスジッド・マルコム・シャバズはムスリム・モスクの後継である。

## 参照

### 脚註
1. ↑  Marable, pp. 295-296.
2. ↑  Marable, p. 295.
3. ↑  Marable, pp. 305-306.
4. ↑  Marable, pp. 319-320.
5. ↑  Marable, pp. 327-328.
6. ↑  Goldman, p. 170.
7. ↑  Marable, p. 333.
8. ↑  DeCaro, p. 230.
9. ↑  Goldman, pp. 209-210.
10. 1 2  DeCaro, p. 233.
11. ↑  Marable, p. 364.
12. ↑  Marable, p. 366.
13. ↑  Marable, p. 370.
14. ↑  Goldman, pp. 392-393.
15. ↑  Marable, pp. 460-462.
16. ↑  Stein, Isaac (2014年2月28日). “Harlem mosque leader talks Malcolm X legacy”. The Chicago Maroon. 2015年7月14日閲覧。